# Società Sportiva Ternana 1964-1965
Questa pagina raccoglie le informazioni riguardanti la Società Sportiva Ternana nelle competizioni ufficiali della stagione 1964-1965.

## Rosa
| N. |                   | Ruolo | Calciatore                   |
| -- | ----------------- | ----- | ---------------------------- |
|    | Italia (bandiera) | C     | Osvaldo Barone               |
|    | Italia (bandiera) | C     | Mario Benedetti              |
|    | Italia (bandiera) | C     | Sergio Bonassin              |
|    | Italia (bandiera) | C     | Marcello Cramarossa          |
|    | Italia (bandiera) | C     | Marcello Diomedi             |
|    | Italia (bandiera) | P     | Primo Germano                |
|    | Italia (bandiera) | D     | Franco Nicolini (calciatore) |
|    | Italia (bandiera) | A     | Corrado Perli                |

| N. |                   | Ruolo | Calciatore        |
| -- | ----------------- | ----- | ----------------- |
|    | Italia (bandiera) | C     | Paolo Sardi       |
|    | Italia (bandiera) | C     | Sergio Sattolo    |
|    | Italia (bandiera) | D     | Pietro Scandola   |
|    | Italia (bandiera) | A     | Romano Sciarretta |
|    | Italia (bandiera) | A     | Sergio Tonini     |
|    | Italia (bandiera) | C     | Mauro Vaiani      |
|    | Italia (bandiera) | A     | Giorgio Vecchiato |